# Loving Pablo
Loving Pablo es una película dramática colombo-española de 2017 dirigida por Fernando León de Aranoa. La película está basada en el libro de memorias superventas Amando a Pablo, odiando a Escobar de Virginia Vallejo. Se proyectó fuera de concurso en la 74.ª edición de Festival Internacional de Venecia y en la sección Presentaciones Especiales del Festival Internacional de Cine de Toronto de 2017.

## Sinopsis de la película
La película narra el ascenso y caída del narcotraficante Pablo Escobar desde el punto de vista de su ex amante Virginia Vallejo. Todo comienza en algún lugar de Estados Unidos en 1993. Virginia Vallejo (Penélope Cruz) huye de su país, Colombia, dispuesta a colaborar con la DEA. La acompaña El Agente Arnold Shepard (Peter Sarsgaard), quien le explica las normas que deberá seguir mientras ella narra cómo fue su vida pasada. El tiempo retrocede a 1981 en la Hacienda Nápoles, donde Pablo Escobar (Javier Bardem) organiza una carrera de motos con sus hombres más cercanos. Más tarde organiza una lujosa fiesta con la que su esposa Maria Victoria Henao (Julieth Restrepo) no está muy de acuerdo debido a la presencia de muchas mujeres en dicho evento, y además se ve indignada al ver a su hijo Juan Pablo (Carlos Ramírez) conversando con un gatillero o sicario (Pedro Calvo), y le aconseja a Escobar dejar a su familia lejos de sus negocios.
Más tarde llegan los invitados a la hacienda, entre ellos Virginia, quien se lleva un gran susto al ver hombres armados, Escobar, guardando su identidad, les pide disculpas y asegura que hablará con el anfitrión del evento. Llegada la noche, en medio de la fiesta Virginia es recibida con elogios por muchos de los invitados y explica cómo se dividen las clases: los sicarios en los pasillos y en la cima los jefes, y luego argumenta que la historia está a punto de cambiar para siempre. Después se lleva una sorpresa al conocer a Escobar. Esa noche nace el denominado Cartel de Medellín con Pablo Escobar como máximo líder, y casi de inmediato se sienten atraídos el uno por el otro y ella misma argumenta "No me interesa de dónde proviene su dinero, sino cómo lo usa".
Días después visitan el Barrio Moravia en Medellín, Colombia, uno de los sitios más pobres de la ciudad, y nace la famosa leyenda del "Robin Hood paisa". Algo que deja sorprendida a Vallejo es ver que todos los niños se llaman Pablo en honor a sus benefactor. Pasan los días y Escobar se lleva a Virginia a una isla paradisiaca, Cayo Norman (Bahamas), donde se celebra una cumbre de narcotraficantes donde Vallejo es exhibida como trofeo por Escobar. Allí se reúne con los demás miembros del Cartel de Medellín así como el Cartel de Cali y sus miembros. Por el Cartel de Medellín están el primo hermano de Escobar , Gustavo Gaviria Rivero (Quique Mendoza), Gonzalo Rodríguez Gacha (Julio Nava), Fernando Santoro (Óscar Jaenada) y Orlando Hermosilla (Santiago Londoño) ("Santoro y Hermosilla están basados en Fernando Galeano y Gerardo Moncada respectivamente"); y por el Cartel de Cali están los hermanos Gilberto Rodríguez Orejuela (Juan Sebastián Calero) y Miguel Rodríguez Orejuela (Bernardo García). En la cumbre se reparten Estados Unidos, entre ellos Miami para los de Medellín y Nueva York para los de Cali.
Pasan los meses y a Escobar le nacen los deseos de entrar en la política con aspiraciones a ser Presidente de Colombia. Mientras tanto, en Washington, el presidente de Estados Unidos, Ronald Reagan, da el famoso discurso en contra de las drogas con la Primera dama Nancy Reagan al lado, quien pone a todos a pensar en el futuro, en especial de sus hijos. En el evento se encuentra el agente Shepard junto con Ignacio Velarde (Joavany Álvarez), representante del gobierno colombiano en Estados Unidos, quien se presenta con un proyecto de extradición de colombianos a Norteamérica debido a que los narcotraficantes no le temen a la justicia en Colombia, ya que los jueces son amenazados o asesinados y, segundo, teniendo en cuenta que el crimen se completa en Estados Unidos con el consumo de drogas.
En 1982, el negocio de Escobar está en la cima. Un avión comercial repleto de cocaína aterriza en plena autopista en Tampa, Florida, mientras que los distribuidores recogen la mercancía para multiplicarla y distribuirla. Mientras tanto, en Medellín, Escobar afronta problemas con su esposa debido al extraño comportamiento que tiene con Virginia, a lo que Escobar explica que ella solo le ayuda con su campaña política. María Victoria simplemente le pide que se deshaga de ella, a lo que Escobar, para calmar la situación, le endulza el oído y sigue con el romance de Virginia adelante. Al enterarse de que Virginia sigue siendo una mujer casada debido a que su esposo, el cirujano (Ricardo Vélez), se rehúsa a firmar los papeles del divorcio, los sicarios de Escobar obligan al cirujano a firmar el divorcio, noticia que deja sin palabras pero emocionada a Virginia. 
En 1983 nace el programa Medellín sin tugurios, lo que causa más simpatía de la ciudadanía de Medellín por Pablo Escobar. Llegadas las elecciones, Pablo Escobar resulta electo Senador por el departamento de Antioquia, causando un gran júbilo. El 16 de agosto de 1983, Pablo Escobar asiste por primera vez al Congreso de la República en Bogotá. Allí se le niega la entrada por la razón de no llevar corbata, pero muchos ofrecen la corbata y puede ingresar sin problemas. Virginia sigue disfrutando la vida de lujos que le da su amante, pero todo esto está por cambiar para siempre para todos.
Llega 1984. Virginia vuelve de un viaje a Medellín, donde es recibida por Gustavo Gaviria, quien le comunica que Escobar ha sido citado a Bogotá y que la situación se está complicando. Mientras tanto, en el congreso, el Ministro de Justicia de Colombia, Rodrigo Lara Bonilla (Simón Rivera), logra desenmascarar la verdad sobre la fortuna de Escobar, expulsándolo del congreso. Escobar, en un último esfuerzo por desacreditar a Lara, lo acusa de recibir dineros calientes en su campaña, y exige un plazo de 24 horas para que muestre pruebas de sus acusaciones y le exige renunciar, pero el congreso apoya a Lara Bonilla. María Victoria le pide a su esposo renunciar para evitar que la situación se complique más, y le comunica que está embarazada, lo que pone a Escobar muy emocionado, pero en ese instante recibe una llamada donde le comunican que en primera página del periódico El Espectador se han publicado los crímenes que Escobar había cometido en 1976, asesinando a dos policías en Leticia, causando esto la furia del narcotraficante, quien ordena decomisar todos los periódicos. Se da a entender que el gatillero al comienzo de la película había sido enviado a Leticia a eliminar cualquier información que lo involucrara en algún crimen, pero en su lugar se gastó el dinero ofrecido por Escobar en mujeres, causando que sea asesinado brutalmente por dos de los principales sicarios de Escobar, alias "La Plaga" (Carlos Manuel Vesga) y alias "El Pelado" (Fredy Yate). Más tarde Escobar se reúne con los miembros de los dos carteles de la droga donde comunica su plan de asesinar a Lara Bonilla. Los de Medellín están de acuerdo, pero los de Cali no, argumentando que ellos no desean formar parte en la muerte de un ministro, y que mejor debería esperar, pues Lara será nombrado embajador en alguna parte del mundo, pero Escobar no los escucha y sigue adelante con su plan. Visita la escuela de sicarios, donde muchos jóvenes de bajos recursos económicos ingresan en el sicariato al saber que ganarán en dinero suficiente para el resto de su vida y para ayudar a sus familias. Finalmente, el 30 de abril de 1984, Rodrigo Lara Bonilla es asesinado. El hecho conmociona a toda Colombia, incluso Virginia, en pleno noticiero, queda perpleja.
Después del asesinato de Lara Bonilla todo el Cartel de Medellín decide huir a Panamá. El 4 de mayo de 1984, Escobar, Monje y Garza, representados todos por el abogado Ignacio Castro (Santiago Soto), se reúnen con miembros del Gobierno de Colombia, entre ellos Ignacio Velarde y el expresidente Alfonso López Michelsen (Álvaro García Trujillo), pero dichas negociaciones fallan. La hija de Escobar, Manuela, nace en Panamá, pero los narcotraficantes deciden regresar de manera clandestina al país. Una vez de vuelta en Colombia, Escobar impone su ley mandando asesinar al director del periódico El Espectador en venganza por haber publicado su pasada vida criminal, y amenazando a varios jueces. Uno de ellos, el juez Alarcón (Douglas Ceballos), recibe una corona fúnebre y un ataúd causándole un infarto y la muerte. Las cosas se complican para Virginia al ser expulsada del noticiero y del canal por el productor (Juan Pablo Gamboa) y reemplazada por otra presentadora. Al salir del canal se encuentra con el agente Shepard y deciden tomar un trago. Cuando van a pagar se encuentran con que la cuenta ha sido pagada, quedando Vallejo indignada y asustada. Sin importar cuantas medidas de seguridad tome Virginia para alejarse de Escobar, siempre la encuentran, causándole gran enojo, lo que la lleva a confrontar y finalizar su romance con Escobar.
En 1989 se da creación al Bloque de búsqueda liderado por El Coronel Hugo Méndez (Luis Fernando Hoyos). Cuenta con la colaboración del agente Shepard y la DEA, dedicado exclusivamente a encontrar y acabar con Pablo Escobar. Cierto día, mientras Escobar se encuentra con una de sus jóvenes amantes, es alertado de la presencia del Bloque de búsqueda, finalizando con la caída de uno de los helicópteros de la policía y la muerte de varios hombres del narcotraficante; comenzando de esta manera la caída de Escobar. Pero el capo no se rinde tan fácil. Al ver carteles ofreciendo recompensa por su captura, Escobar ofrece sumas elevadas de dinero por policía asesinado y llenando de armas las comunas de Medellín. Las acciones no se hacen esperar, y varios policías son asesinados, pero los escuadrones de la muerte toman venganza y muchos jóvenes de las comunas son masacrados, llenando de sangre Medellín. Una vez más, el narcotraficante se burla de las autoridades al usar la lealtad de los ciudadanos para engañar al bloque de búsqueda mediante llamadas telefónicas con ubicaciones falsas sobre Escobar. El 27 de noviembre de 1989 ocurre el trágico Atentado contra el vuelo 203 de Avianca y sucede cuando Virginia se dispone a volver a Colombia desde el Aeropuerto de Miami. Todos quedan impactados y Escobar se vuelve odiado por todos. Poco después, Escobar recibe dos duros golpes: Gustavo Gaviria Rivero y Gonzalo Rodríguez Gacha son abatidos en distintos operativos.
Entre 1990 y 1991 Escobar esta cada vez más solo y vulnerable. En pleno centro de Medellín hacen explotar un bomba. El atentado va dirigido directamente a Escobar, su esposa y sus dos hijos. Mientras Virginia se dirige a una casa de empeño para conseguir algo de dinero, se salva por poco de ser asesinada por los nuevos enemigos de Escobar. Se salva gracias al vidrio blindado del establecimiento, mientras que el propietario (Herbert King), logra evadirse con éxito. Ya en 1991, mientras el agente Shepard investiga todo sobre el atentado al vuelo de Avianca, descubre que entre las víctimas había un matrimonio estadounidense, con lo que ve la oportunidad para poder extraditar a Escobar; pero cuando se dirige a hablar con el Embajador de Estados Unidos, se encuentra con Ignacio Castro negociando la entrega del narcotraficante a la justicia colombiana, lo que deja a Shepard perplejo y enojado al mismo tiempo. El 19 de junio de 1991 se lleva a cabo la entrega voluntaria de Escobar y su ingreso a la cárcel La Catedral, que es presentada a los medios, pero todo es una farsa, pues se descubre que la guardia está al servicio de Escobar y está llena de lujos por todas partes: camas lujosas, oficina para el mismo Escobar, cancha de futbol, bar y un sitio para eventos familiares reservado para su familia los fines de semana. En su lujosa cárcel recibe la visita de Virginia desesperada y al bode de la locura, pero Escobar solo la humilla. Días después se lleva a cabo un partido de futbol que finaliza con un gol anotado por Escobar. Tiene incluso un comentarista (Alejandro Ruiz).
Hasta 1992 todo marcha bien, pero cierta noche recibe la visita de sus viejos amigos Santoro y Hermosilla. Escobar, cegado por la ambición, les pide una elevada cantidad de dinero a lo que denomina impuesto de guerra, pero la conversación termina de mala manera y Escobar ordena el asesinato de sus antiguos socios, quienes de inmediato son torturados y descuartizados por alias "La Plaga", alias "El Pelado" y varios sicarios de confianza de Escobar. Estalla un escándalo, lo que causa que se ordene tomar la cárcel y el traslado de Escobar a una prisión de máxima seguridad. El 22 de julio de 1992, tropas del ejército llegan a La Catedral, pero se encuentran con que Escobar y sus hombres han escapado causando gran escándalo. Escobar, nuevamente libre, se encuentra indignado ante la falta de apoyo, dándose cuenta del gran error que cometió al asesinar a Santoro y Hermosilla. Surgen Los Pepes, dedicados a acabar con Escobar y su organización como de causar miedo en la población. Las primeras víctimas de los enemigos de Escobar son su abogado Ignacio Castro y su hijo, secuestrados luego de intentar abandonar Colombia. El taxi en el que viajan es interceptado y sus cuerpos sin vida son encontrados en el maletero del taxi. Virginia está dispuesta a colaborar para salvarse. Mientras tanto, Escobar busca la manera de poner a su familia a salvo y se queda cada día más solo, hasta que finalmente todos sus sicarios, excepto alias "El Pelado", son asesinados, y al lado de los cuerpos colocan mensajes advirtiendo lo que les puede suceder a quienes colaboren con Pablo Escobar. Escobar se queda prácticamente solo.
En 1993, la familia de Escobar logra salir del país con destino a Alemania, pero los devuelven causando la furia de Escobar. Son hospedados en el lujoso Hotel Tequendama de Bogotá, Colombia, con agentes secretos de la policía, quienes tienen interceptadas las líneas telefónicas. Finalmente llega el 2 de diciembre de 1993, y Pablo Escobar, de 44 años, acompañado por alias "El Pelado", está más paranoico que nunca. Sostiene una llamada telefónica con su hijo Juan Pablo demorándola más de lo normal. Pide hablar con su pequeña hija Manuela y su esposa María Victoria, lo que le da tiempo al coronel Hugo Méndez, al agente Arnold Shepard y a todo el Bloque de búsqueda de rastrear y ubicar a Pablo Escobar en Medellín. Es visto desde una ventana de la casa donde reside. Poco después el Bloque de búsqueda ingresa a la casa, pero Escobar y su sicario se percatan e intentan escapar por una ventana, pero al final se descubre que tanto Escobar como su último hombre de confianza han sido abatidos. Las autoridades celebran la caída del narcotraficante pronunciando "Viva Colombia" una y otra vez. El coronel Méndez y el agente Shepard también lo celebran, mientras que la esposa y los hijos de Escobar quedan desconsolados.
La noticia sobre la muerte de Escobar invade los informativos por todo el mundo. La película vuelve al comienzo con Virginia Vallejo en Estados Unidos meditando y concluye con una frase: "Amo a Pablo, Odio a Escobar", dando fin a la película.

## Elenco
- Javier Bardem como Pablo Escobar.
- Penélope Cruz como Virginia Vallejo.
- Quique Mendoza como Gustavo Gaviria Rivero.
- Julio Nava como Gonzalo Rodríguez Gacha.
- Juan Sebastián Calero como Gilberto Rodríguez Orejuela.
- Bernardo García como Miguel Rodríguez Orejuela.
- Peter Sarsgaard como El Agente Arnold Shepard.
- Luis Fernando Hoyos como El Coronel Hugo Méndez.
- Joavany Álvarez como Ignacio Velarde.
- Simón Rivera como Rodrigo Lara Bonilla.
- Álvaro García Trujillo como Alfonso López Michelsen.
- David Valencia como Santos.
- David Ojalvo como Agente del FBI.
- Julieth Restrepo como Maria Victoria Henao.
- Giselle Da Silva como Olguita Arranz.

## Taquilla
La película fue vista hasta la fecha por 275.872 espectadores.